# Gedanken zur Aufnahme des dänischen Theaters
Gedanken zur Aufnahme des dänischen Theaters ist ein theatertheoretischer Text von Johann Elias Schlegel. Er entstand 1747, wurde aber erst 1764 posthum im dritten Band von Schlegels Werkausgabe veröffentlicht. Er begründet darin seine Ansichten zum Zweck des Theaters und dessen Mitteln, außerdem gibt er Ratschläge für das gerade entstehende dänische Nationaltheater.

## Zweck des Theaters
Schlegel sieht das Vergnügen des Publikums als Hauptzweck des Theaters an, wobei sowohl der Verstand als auch die Sinne angesprochen werden sollen, betont daneben aber auch die Belehrung und die „Verbesserung des Verstandes bei einem ganzen Volke“. Damit ist keine platte moralische Belehrung gemeint; das Drama soll sich also nicht auf einen Lehrsatz reduzieren lassen. Vielmehr sollen Beispiele von guter „Denkungsart“, von Geschmack, Vernunft und Höflichkeit gegeben werden, sodass die Zuschauer sich unbewusst an diesen Beispielen orientieren. Langfristig soll dies dazu führen, dass die Sitten des Volkes und die Theaterkultur des Landes sich schrittweise gegenseitig verbessern.
Das zentrale Mittel zur Erreichung dieser Ziele – und damit die Basis jeder künstlerischen Darbietung – ist die Nachahmung menschlicher Handlungen, womit Schlegel an den aristotelischen Mimesis-Begriff anknüpft. Dies setzt voraus, dass der Autor über eine große Kenntnis der Charaktere und Leidenschaften des Menschen verfügt, die im Theater unvermischt, also isolierter und klarer erkennbar als im wahren Leben, gezeigt werden.

## Zusammenhang zwischen Theater, Nation und Gesellschaft
Schlegel vertritt die These, dass die Theaterkultur eines Landes stark von den Sitten und dem Nationalcharakter des Volkes abhängt und veranschaulicht dies anhand des englischen und des französischen Theaters. Daraus ergibt sich eine gewisse Toleranz, was die Einhaltung tradierter Theaterkonventionen angeht: Zwar tritt er dafür ein, die aristotelischen drei Einheiten zu befolgen, verteidigt aber auch das englische Theater, das oft von diesen Einheiten abweicht.
Schlegel unterteilt die Theaterstücke in verschiedene Gattungen, und zwar einerseits danach, ob sie „das Lachen“ oder „die Leidenschaften erregen“, und andererseits danach, ob „hohe oder niedrige“ Personen auftreten. Entsprechend der Ständeklausel bleibt die Tragödie adligen Personen vorbehalten; in den Komödien sollen menschliche Torheiten, wie sie in jedem Stand begangen werden, bloßgestellt werden. Schlegel betont, dass jede Gattung ihre Berechtigung habe, zumal vom „Pöbel“ über den „Mittelstand“ bis zur Hofgesellschaft jedes Publikum das ihm gemäße Theater zu sehen bekommen soll. Beginnend bei der derben Komödie für das einfache Volk, soll das Theater allmählich bis zur Tragödie „immer höher steigen“ und das Publikum an einen immer besseren Geschmack gewöhnen.

## Ratschläge zum Aufbau eines gelungenen Dramas
Schlegel gibt einige Hinweise dazu, was ein gelungenes Schauspiel auf der Ebene der Handlung, der Charaktere und der äußeren Form ausmacht.

### Handlung
Handlung definiert er als eine Verkettung von 1) den Absichten der handelnden Personen, 2) den Mitteln, die sie zur Erreichung dieser Absichten anwenden, und 3) den Folgen dieser Mittel. Aus den gegensätzlichen Interessen des Personen ergibt sich also die Verwirrung und letztliche Lösung des dramatischen Konflikts. Schlegel plädiert für die Einheit der Handlung, um die Aufmerksamkeit des Zuschauers nicht abzulenken. Es können aber verschiedene Absichten gezeigt werden, die zunächst scheinbar unabhängig voneinander sind – wenn sich diese dann in einem Punkt der Handlung verknoten, ist die Einheit der Handlung immer noch gewahrt. Auch hier stellt Schlegel die komplexeren englischen Dramen den klareren französischen sowie denen seines Freundes Ludwig Holberg gegenüber. Jede Szene soll die Handlung voranbringen und jede Tat muss ihre erkennbare Ursache haben, um dem Zuschauer plausibel zu erscheinen.

### Charaktere
Zu den Charakteren bemerkt Schlegel, dass mindestens eine Figur (nicht zwangsläufig die Hauptfigur) die Sympathien des Publikums erregen muss – auch die Komödie darf nicht nur zum Lachen reizen, sondern muss auch die Leidenschaften der Zuschauer wecken, wenn diesen die Charaktere nicht gleichgültig sein sollen. Die Wahl der Charaktere ist von den Sitten des jeweiligen Volkes abhängig, da die Zuschauer ähnliche Charaktere aus dem wahren Leben kennen sollen, um die Bühnenfiguren als glaubwürdig wahrzunehmen. Die Charaktere eines Stückes sollen unterschiedlich, aber in sich konsistent sein, das heißt, nicht zum Charakter passende Handlungen sind zu vermeiden.

### Form und Struktur
Was die äußere Form des Dramas angeht, so tritt Schlegel für das Versdrama ein, da gute Verse den Gedanken mehr Nachdruck verleihen. Gute Prosa sei jedoch immer noch besser als schlechte Verse – ein Beispiel dafür, dass Schlegel keine dogmatischen Regeln aufstellen will. Die Schauspieler sollen nie aus der Rolle heraustreten oder das Publikum direkt ansprechen – alles muss aus der Handlung selbst verständlich sein.
Die Einheiten des Ortes und der Zeit sollen zum einen aus finanziellen und aufführungspraktischen Gründen gewahrt werden, zum anderen deshalb, weil dem Publikum kein Moment der Desillusionierung und des Spannungsabfalls durch einen Ortswechsel oder Zeitsprung zugemutet werden soll. Die Wahl des Schauplatzes ist besonders wichtig, da der Schauplatz in jeder Szene sinnvoll sein muss. Im Zweifel ist ein Ortswechsel dann doch besser, als den Helden an einem Ort auftreten zu lassen, „wo er nichts zu tun hat“.

## Konsequenzen für das dänische Theater
Schlegel kommt an verschiedenen Stellen darauf zu sprechen, welche Folgerungen sich für das junge dänische Theater ergeben. Die dänischen Schauspielertruppen sollen ihrem Publikum zunächst „das Vergnügen der Mannigfaltigkeit“ verschaffen, also viele verschiedene Genres ausprobieren, um Genaueres über Charakter und Geschmack ihrer Nation zu erfahren. Dieser habe etwas „Gesetztes und Gelassenes“, was auf eine Vorliebe für Komödien mit feineren Humor und nicht für grobe Scherze schließen lassen könnte.
Zudem sollen die Dänen nicht wahllos fremdsprachige Stücke übersetzen und inszenieren, sondern nur wenige herausragende Stücke, die zudem mit den dänischen Sitten übereinstimmen. So soll jungen dänischen Autoren nicht der Raum zur Entfaltung genommen werden.

## Quelle
Johann Elias Schlegel: Canut. Ein Trauerspiel. Im Anhang: J.E. Schlegel: Gedanken zur Aufnahme des dänischen Theaters. Hg. v. Horst Steinmetz. Stuttgart: Reclam 1967 [bibliographisch ergänzte Ausgabe 2003], S. 75–111.